# Orxeta
Orxeta – gmina w Hiszpanii, w prowincji Alicante, we wspólnocie autonomicznej Walencja, o powierzchni 24,06 km². W 2011 roku liczyła 921 mieszkańców.